# Paul Leo Giani
Paul Leo Giani (* 28. April 1942 in Remagen) ist ein deutscher Jurist und Politiker (SPD). Er war Mitglied des Staatsgerichtshofes des Landes Hessen.

## Leben
Er wuchs als jüngstes von fünf Kindern von Paul Giani und Hertha geb. Hertel in Remagen auf. Sein Großvater war der frühere Beigeordnete Bürgermeister von Aachen, Leonhard Giani. Sein Vater war promovierter Ingenieur und Direktor bei Krupp. Nach dem Abitur studierte Paul Leo Rechtswissenschaften, Geschichte und Philosophie in Freiburg, Bonn und Mainz. Von 1965 bis 1966 gehörte er dem Vorstand des Verbands Deutscher Studentenschaften (VDS) an. Seit 1969 ist Giani Mitglied der SPD.
1984 war er an den Verhandlungen zur Bildung der ersten rot-grünen Landesregierung in Hessen beteiligt. Vom 2. Juli 1985 bis zum 17. Februar 1987 war er Staatssekretär und Chef der Staatskanzlei von Ministerpräsident Holger Börner. 1987 wurde er Vorsitzender der Wilhelm-Dröscher-Stiftung, die von der SPD nach dem Tod seines Schwiegervaters Wilhelm Dröscher gegründet worden war, und 1989 Vorsitzender der SPD Ginsheim.
In den 1990er Jahren arbeitete er im Bereich der Immobilienwirtschaft. Er war Vorstandsmitglied der Südwestdeutschen Fachakademie der Immobilienwirtschaft e. V. und im Aufsichtsrat der Gemeinnützigen Baugenossenschaft Mainspitze e.G.
2003 wurde er zum Vorsitzenden des Landesfilmdienstes Hessen e. V. gewählt und in den Vorstand des Verbandes privater Rundfunk- und Telekommunikationsunternehmen (VPRT) berufen. Er ist Mitglied der Medienkommission der SPD 2008/2009.  
Giani berät als Anwalt den Filmproduzenten Alexander Kluge und das von Kluge 1987 gegründete Filmunternehmen dctp.

## Schriften (Auswahl)
- Wohnungsgenossenschaften vor neuen Förderstrukturen. Marburger Beiträge zum Genossenschaftswesen 31. Institut für Genossenschaftswesen, Marburg 1995, ISBN 3-926553-20-0.
- Paul Leo Giani, Hans-Ernst Bingel, Gerhart Förschle: Wohnungsgenossenschaften vor neuen Herausforderungen. Marburger Beiträge zum Genossenschaftswesen 40. Institut für Genossenschaftswesen, Marburg 2003, ISBN 3-926553-31-6.